# Нгема Мбасого, Теодоро Обианг
Теодо́ро Обиа́нг Нге́ма Мбасо́го (исп. Teodoro Obiang Nguema Mbasogo; род. 5 июня 1942, Акоакан, Испанская Гвинея) — государственный, военный и политический деятель Экваториальной Гвинеи, президент Экваториальной Гвинеи с 12 октября 1982 года. Пришёл к власти в результате военного переворота, свергнув режим своего родного дяди — Франсиско Масиаса Нгемы. С 3 августа 1979 года по 12 октября 1982 года занимал должность председателя Высшего военного совета, де-факто являясь главой государства. По состоянию на 2025 год является первым по продолжительности правления среди действующих немонархических глав государств.

## Биография
Теодоро Обианг Нгема Мбасого родился 5 июня 1942 года в Акоакане. По этнической принадлежности — фанг. Выходец из влиятельного клана Эсанги. Окончил школу в Бате. С 1969 года Теодоро Обианг являлся командующим Западным военным округом страны, а в 1975 году стал командующим Национальной гвардии. 8 января 1976 года он отдал приказ штурмовать консульство Нигерии, в результате чего 11 человек погибли, а в декабре того же года лично арестовал более сотни гражданских чиновников, которые протестовали против экономической политики его дяди.
3 августа 1979 года подполковник Теодоро Обианг возглавил военный переворот, осуществлённый 400 наёмниками из Марокко, свергнув пожизненного президента страны, своего родного дядю — Франсиско Масиаса Нгему. Свергнутый президент предстал перед судом, который 29 сентября приговорил его к смертной казни, после чего он в тот же день был расстрелян. 12 октября 1982 года Обианг стал новым президентом страны.
В 1981 году он получил воинское звание полковника. 15 августа следующего года в стране прошёл референдум, по итогам которого была принята новая конституция. С января 1986 года Теодоро Обианг одновременно занимает также пост министра обороны страны.
В 1991 году на шельфе в территориальных водах Экваториальной Гвинеи были обнаружены обширные запасы нефти. 17 ноября того же года на референдуме была принята новая конституция, которая установила многопартийную систему.
25 февраля 1996 года в стране прошли президентские выборы, победу на которых одержал единственный кандидат Теодоро Обианг Нгема Мбасого, набравший 97,85 % голосов. Оппозиция тогда бойкотировала выборы. На следующих президентских выборах, прошедших 15 декабря 2002 года, он был вновь переизбран, набрав 97,1 % голосов.
В стране процветает культ личности президента. В 2003 году государственное радио объявило, что Теодоро Обианг Нгема «подобен Богу на небесах» и находится «в постоянном контакте со Всемогущим», причём президент обладает «всей властью над людьми и вещами». По данным американского журнала «Parade» на 2003 год Теодоро Обианг Нгема Мбасого занимал шестое место в десятке худших диктаторов современности.
По данным журнала Forbes в 2006 году состояние Обианга оценивалось в 600 млн долларов, а сам он занимал восьмое место в списке самых богатых правителей мира. В 2007 году он предложил внести изменение в конституцию, добавив к испанскому и французскому третий официальный язык — португальский.
6 июня 2011 года Теодоро Обианг Нгема Мбасого встретился в Кремле с президентом Российской Федерации Дмитрием Медведевым. Сторонами был подписан договор о военно-техническом сотрудничестве. В преддверии встречи в интервью телеканалу «Россия-24» Мбасого сказал: «Россия всегда нас поддерживала в сферах обороны и безопасности…».
В 2013 году КНДР наградила Теодоро Обианг Нгема Мбасого премией имени Ким Чен Ира.
В сентябре 2016 года главный редактор либерийской газеты New Democrat был задержан за публикацию статьи, обвиняющей Теодоро Обианга Нгема Мбасого в каннибализме.
В ноябре 2021 года Теодоро Обианг Нгема Мбасого был назначен на съезде своей партии кандидатом на шестой срок на выборах 2022 года.

### Попытки переворота

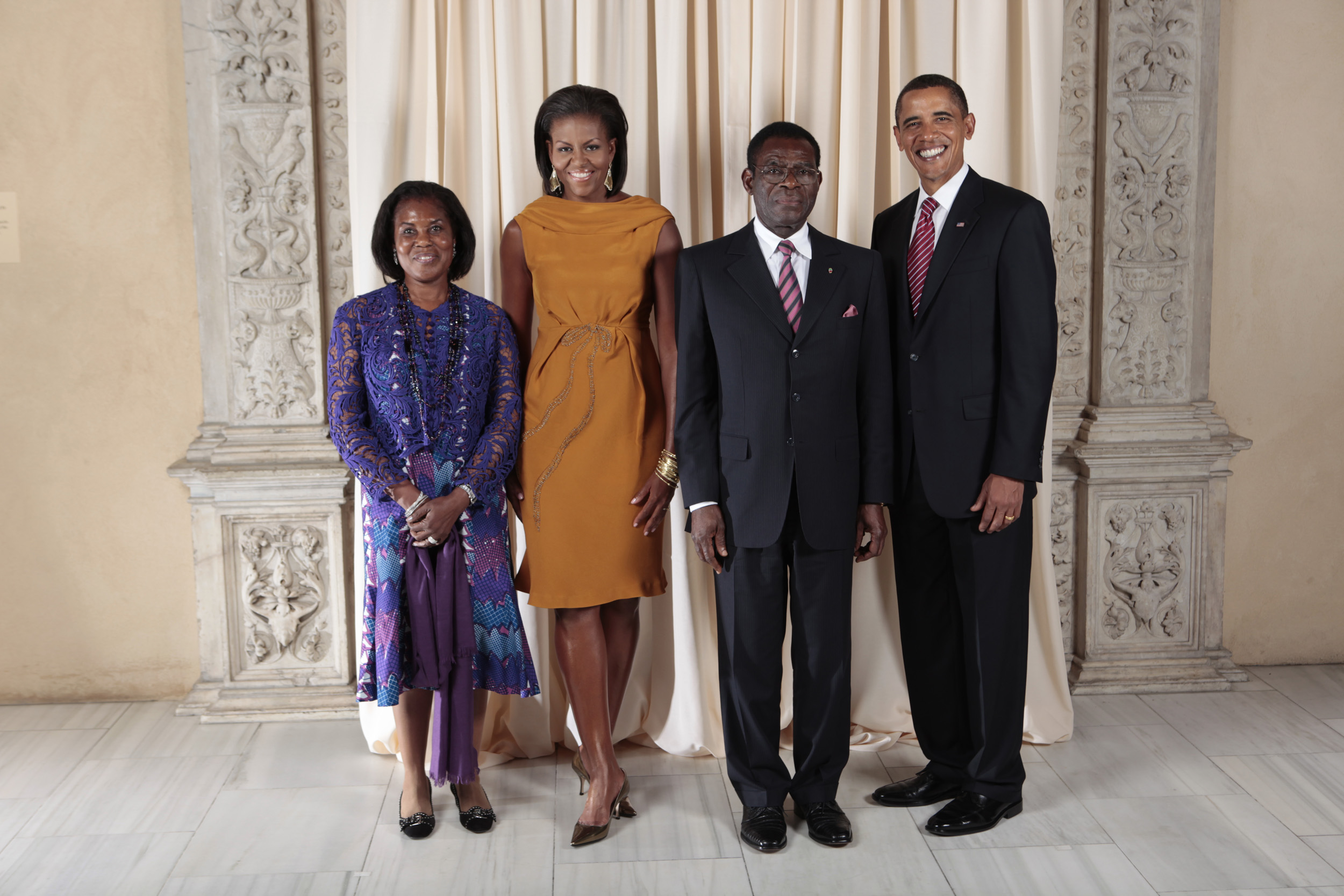
Теодоро Обианг Нгема Мбасого с четой Обама, 2009 год.

6 марта 2004 года в аэропорту Хараре (Зимбабве) властями республики был арестован британец Саймон Манн, который встречал Boeing-727 с 64 пассажирами, летевший из ЮАР. Вскоре выяснилось, что пассажиры этого самолёта являются наёмниками, которые летели в Экваториальную Гвинею для участия в свержении Теодоро Обианга Нгемы Мбасого. Через несколько дней в самой Экваториальной Гвинее было арестовано 15 иностранных граждан, обвиняемых в попытке свержения президента страны, 11 из которых суд приговорил к различным срокам тюремного заключения, 1 скончался во время следствия (по некоторым данным, от пыток), а остальные были оправданы. В заговоре оказался замешан сын Маргарет Тэтчер — Марк, который в 2005 году признался в оказании содействия при приобретении вертолёта, который мог использоваться при осуществлении заговора. Однако он отметил, что ничего не знал о планах заговорщиков. Арестованный же в Зимбабве британец также заявил на суде, что к перевороту имели отношение Испания, США и ЮАР, а главным организатором являлся ливанский нефтяной магнат Элила Калила.
17 января 2009 года группа вооружённых людей, переправившись на лодках на остров Биоко, атаковали президентский дворец, но в ходе завязавшейся перестрелки один из нападавших был убит. Сначала власти обвинили в атаке членов Движения за освобождение дельты Нигера, затем бывшего лидера оппозиционной партии «Народный союз» Фаустино Ондо Эбангу. 21 августа 2010 года суд, признав виновными в организации нападения, а также в терроризме и государственной измене, приговорил к смертной казни капитана сухопутных войск Хосе Абесо Нсуе Нчаму, его заместителя Мануэля Ндонг Ансеме, экс-главу таможни страны Хакинто Мича Обиангу и сотрудника службы безопасности президента Алипио Ндонг Асуму. Вскоре после вынесения приговора подсудимые были казнены. Теодоро Обианг Нгема по этому поводу заявил: «Эти люди несли угрозу мне, моей семье и моему правительству. Поэтому судопроизводство в отношении них было быстрым».
В 2017 году, стремясь обезопаситься от влияния оппозиции, президент перевёл столицу в новый город в джунглях в глубине континентальной части страны — Сьюдад-де-ла-Пас.

## Личная жизнь
В настоящее время Обианг страдает от рака, и рассматривается вопрос о его наследнике. Сын президента, Теодор Обианг-младший, более известный под именем Теодорин, подозревается властями США в коррупции: он владеет роскошной виллой в Малибу (штат Калифорния), которую приобрёл за 35 млн долл. Теодор через центральный банк Франции перевёл в 2005—2006 годах в банки США крупную сумму денег, которые незаконно присвоил ранее, во время работы министром сельского хозяйства и лесоперерабатывающей промышленности в правительстве своего отца.

## Семья и власть
Теодоро Обианг Нгему Мбасого часто назначал на высшие государственные посты своих родственников.
- Теодор Нгема Обианг Мангу — сын президента от первого брака[26], в разное время работал министром леса, рыбного хозяйства и окружающей среды (2001—2003), министром инфраструктуры и леса (2003—2004), а с 2004 года возглавляет Министерство сельского хозяйства и леса[27].
- Габриэль Мбега Обианг Лима — сын президента от второго брака[26], являлся государственным секретарём по добывающей промышленности и углеводородам (2001—2004), затем был назначен заместителем министра горнодобывающей промышленности, промышленности и энергетики[28].
- Антонио Мба Нгема — младший брат президента, работал генеральным директором полиции[26], а в 2004 году он стал министром национальной обороны[29].
- Арменгол Ондо Нгем — младший брат, возглавлял службу безопасности президента и службу национальной безопасности
- Алехандро Эвуна Овоно Асангоно — дядя по отцу, был главой администрации президента в ранге министра[26].
- Деметрио Эло Ндонг Нсефуму — дядя по отцу[26], с 2003 по 2006 годы занимал должность первого вице-премьера по вопросам внутренней политики и одновременно министра транспорта, технологии, почт и телекоммуникаций (2003—2006)[30].
- Хаиме Обама Овоно Нчама — дядя по отцу[26], исполнял обязанности министра инфраструктуры и леса (2003—2004)[31].
- Рубен Нсуе Майе — двоюродный брат[26], работал министром юстиции и по делам религии (2001—2004)[32].
- Кристобаль Менана Эла — двоюродный брат[26], в 2001 году был назначен министром добывающей промышленности и энергетики, а в 2004 году — министром образования, науки и спорта[33].
- Пастор Мича Ондо Биле — двоюродный брат[26], в 2003 году стал министром иностранных дел, международного сотрудничества и связей с франкоговорящими странами[34].
- Тереза Эфа Асангоно — двоюродная сестра[26], возглавляла Министерство социальных дел и по делам женщин (2001—2004), затем стала послом Экваториальной Гвинеи на Кубе (с 2006)[35].
- Бальтазар Энгонга Эджа — племянник[26], работал министром экономики Экваториальной Гвинеи (2001—2004)[36].
- Мельхор Эсоно Эджо — племянник[26], является государственным секретарём по вопросам казначейства и бюджета[37].

Ключевые посты в государстве получили также родственники жены президента.
- Марселино Марселино Ойоно Нтутуму — брат жены[26], в 2001 году был назначен министром транспорта и связи, а в 2004 году первым заместителем премьер-министра по вопросам внутренней политике, оставаясь в этой должности до 2006 года[38].
- Лукас Нгема Эвоно Мбанг — брат жены[26], возглавлял министерство информации, культуры и туризма (2001—2003), затем Министерство по делам молодёжи и спорта (2003—2004)[39].
- Франциско Эду Окомо — брат жены, стал заместителем министра национальной безопасности[26].
- Викториана Нчама Нсе Окомо — сестра жены[26], работала государственным секретарём по иностранным делам (2003)[40].